# Parabordtennis

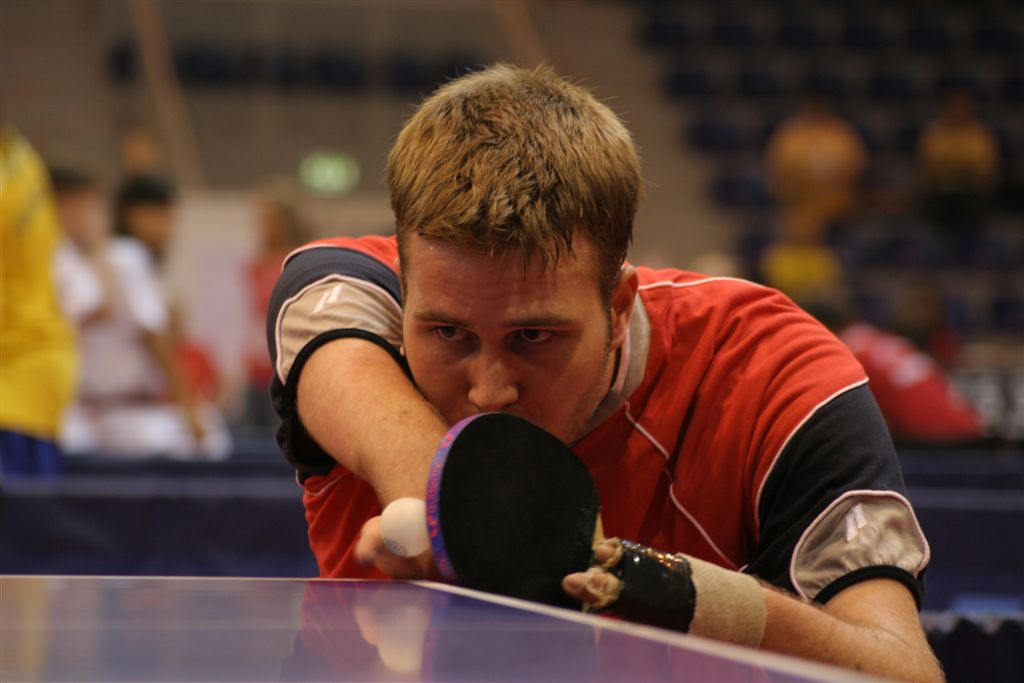
Danska Peter Rosenmeier spelar parabordtennis i klass 6.

Parabordtennis är en form av bordtennis för spelare med en funktionsnedsättning. Sporten regleras globalt av International Table Tennis Federation (ITTF) och i Sverige av Svenska Bordtennisförbundet. Parabordtennis har varit en paralympisk gren sedan de första Paralympiska sommarspelen 1960 i Rom.
Parabordtennis spelas i elva klasser; klass 1–5 för spelare som sitter i rullstol och klass 6–10 för stående spelare med olika grader av funktionsnedsättning samt klass 11 för spelare med intellektuell funktionsnedsättning, där den lägsta klassen inom varje grupp motsvarar den högsta funktionsnedsättningen. Man spelar enligt samma regler och i samma klasser som badminton med några få undantag.
De första världsmästerskapen i parabordtennis hölls 1990 i Assen i Nederländerna. 
Vid de Paralympiska sommarspelen 2020 i Tokyo beräknades fler än 270 spelare tävla i singel, dubbel, mixad dubbel och lag.